# AFC Beach Soccer Championship 2007
L’AFC Beach Soccer Championship 2007 è la 2ª edizione di questo torneo.

## Squadre partecipanti
Di seguito le 6 squadre partecipanti.
- Bahrein
- Cina
- India
- Iran
- Giappone
- Emirati Arabi Uniti

## Fase a gironi
Di seguito la fase a gironi.

### Girone A
| Team                | G | V | V+ | P | GF | GS | +/- | P |
| ------------------- | - | - | -- | - | -- | -- | --- | - |
| Emirati Arabi Uniti | 2 | 2 | 0  | 0 | 12 | 5  | +7  | 6 |
| Giappone            | 2 | 1 | 0  | 1 | 7  | 9  | -2  | 3 |
| India               | 2 | 0 | 0  | 2 | 5  | 10 | -5  | 0 |

| Squadra 1           | Risultato | Squadra 2 |
| ------------------- | --------- | --------- |
| Emirati Arabi Uniti | 6-2       | India     |
| Giappone            | 4-3       | India     |
| Emirati Arabi Uniti | 6-3       | Giappone  |

### Girone B
| Team    | G | V | V+ | P | GF | GS | +/- | P |
| ------- | - | - | -- | - | -- | -- | --- | - |
| Iran    | 2 | 1 | 0  | 1 | 8  | 7  | +1  | 3 |
| Bahrein | 2 | 1 | 0  | 1 | 4  | 4  | 0   | 3 |
| Cina    | 2 | 0 | 1  | 1 | 6  | 7  | -1  | 2 |

| Squadra 1 | Risultato     | Squadra 2 |
| --------- | ------------- | --------- |
| Bahrein   | 2-1           | Cina      |
| Cina      | 5-5 (4-3 dcr) | Iran      |
| Iran      | 3-2           | Bahrein   |

## Finali

### Semifinali
| Squadra 1           | Risultato | Squadra 2 |
| ------------------- | --------- | --------- |
| Emirati Arabi Uniti | 5-2       | Bahrein   |
| Giappone            | 8-6       | Iran      |

### 3º-4º posto
| Squadra 1 | Risultato | Squadra 2 |
| --------- | --------- | --------- |
| Iran      | 6-0       | Bahrein   |

### Finale
| Squadra 1           | Risultato | Squadra 2 |
| ------------------- | --------- | --------- |
| Emirati Arabi Uniti | 4-3       | Giappone  |

## Classifica Finale
Queste le posizioni nel dettaglio.
| Pos | Team                |
| --- | ------------------- |
| 1   | Emirati Arabi Uniti |
| 2   | Giappone            |
| 3   | Iran                |
| 4   | Bahrein             |
| 5   | Cina                |
| 6   | India               |